# Linia kolejowa nr 716
Linia kolejowa nr 716 – jednotorowa, niezelektryfikowana linia kolejowa znaczenia miejscowego, łącząca stację techniczną Piekary Śląskie Szarlej z posterunkiem odgałęźnym i ładownią Barbara.